# Ralé Rašić
Ralé Rašić, właśc. Zvonimir Rašić (ur. 26 grudnia 1935 w Mostarze, zm. 8 czerwca 2023 w Sydney) – australijski piłkarz, później trener serbskiego pochodzenia. Grał na pozycji obrońcy.

## Kariera klubowa
Urodzony w Jugosławii Ralé Rašić wyemigrował do Australii na początku lat sześćdziesiątych. Występował w klubie Footscray JUST, skupiającym emigrantów z Jugosławii. Z powodu kontuzji Rašić był zmuszony przerwać karierę piłkarską i powrócił do Jugosławii, by odbyć służbę wojskową.

## Kariera trenerska
Ralé Rašić po odbyciu służby wojskowej w Jugosławii powrócił do Australii, tym razem w roli trenera. W 1969 roku został trenerem swojego byłego klubu Footscray JUST. Już w pierwszym roku pracy zdobył Mistrzostwo stanu Victoria – Victorian State League (VPL). To zaowocowało powierzeniem mu funkcji selekcjonera reprezentacji Australii. W roli selekcjonera zadebiutował 10 listopada 1970 w wygranym 1-0 meczu z Izraelem w Tel Awiwie. 13 listopada 1973 roku, po pokonaniu 1-0 w Hongkongu Korei Południowej, Australia awansowała do finałów Mistrzostw Świata 1974. Na turnieju w RFN Australia przegrała z NRD 0-2, RFN 0-3 oraz zremisowała z Chile 0-0. Na fali krytyki po występie Australii Rašić odszedł ze stanowiska po Mundialu. Bilans jego kadencji to 13 zwycięstw, 7 remisów i 5 porażek przy bilansie bramkowym 45-26.
Obok pracy z reprezentacją, Rašić trenował równocześnie drużyny klubowe. W 1971 roku trenował St. George-Budapest, z którym wywalczył wicemistrzostwo stanu Nowa Południowa Walia. W latach 1972–1973 prowadził klub Marconi Fairfield, który dwukrotnie doprowadził do wicemistrzostwa stanu Nowa Południowa Walia w 1972 i 1973 roku. W 1974 roku prowadził Pan Hellenic, z którym zajął piąte miejsce w lidze stanu Nowa Południowa Walia. W latach 1977–1978 ponownie trenował Marconi Fairfield. W sezonie 1977 zdobył z Marconi wicemistrzostwo National Soccer League, podobnie jak rok później gdy Marconi przegrało w finale ligi z Eastern Suburbs Hakoah. W 1977 Rašić został uznany trenerem roku w lidze NSL. W latach 1979–1980 prowadził klub Adelaide City, z którym zajmował w obu sezonach piąte miejsca w NSL. W latach 1981–1982 trenował Blacktown City, z którym w 1981 roku spadł z NSL. W 1983 trenował South Melbourne, z którym zajął czwarte miejsce w NSL.
W 1987 trenował klub APIA Leichhardt, który doprowadził do Mistrzostwa Australii, za co otrzymał tytuł trenera roku. W 1992 roku prowadził klub Canterbury-Marrickville, z którym zajął siódme miejsce w Super Lidze stanu Nowa Południowa Walia. W 1996 roku prowadził Rockdale Ilinden, a 1997 Fairfield Bulls, z którym awansował do Super Ligi stanu Nowa Południowa Walia. W latach 1997–1999 prowadził Canberra Cosmos, z którym dwukrotnie zajmował ostatnie miejsce w NSL. Ostatnim jego klubem w trenerskiej karierze było Marconi Stallions, z którym zajął przedostatnie miejsce NSL w sezonie 2002–2003.
Za swoją pracę trenerską Ralé Rašić został odznaczony Orderem Australii.
Podczas Mistrzostw Świata 2006 był prezenterem stacji SBS. W tym samym roku ukazała się jego biografia „The Rale Rasic Story”.